# Joel Feldman
Joel Shalom Feldman (Ottawa, 14 de junho de 1949) é um matemático canadense. 
Feldman estudou matemática e física na Universidade de Toronto, onde obteve o diploma em 1970, obtendo um mestrado em 1971 na Universidade Harvard, onde também conquistou  um doutorado em 1974, orientado por Arthur Jaffe, com a tese The {\displaystyle \lambda \cdot {\Phi }_{3}^{4}} field theory in a finite volume.
Recebeu o Prêmio John L. Synge de 1996, o Prêmio CRM-Fields-PIMS de 2007, o Prémio ACP-CRM de 2007 e o Prêmio Jeffery–Williams de 2004.
Foi palestrante convidado do Congresso Internacional de Matemáticos em Quioto (1990: Introduction to constructive quantum field theory). 

## Obras
- com J. Magnen, V. Rivasseau, R. Sénéor Infrared {\displaystyle \Phi _{4}^{4}}, in Osterwalder, Raymond Stora Critical phenomena, random systems, gauge theories, Les Houches 43, North Holland 1986, p. 505–537
- com Trubowitz Perturbation theory for many fermion systems, Helvetica Physica Acta, Volume 63, 1990, p. 156–260
- com T. Hurd, L. Rosen, J. Wright Quantumelectrodynamics: a proof of renormalizability, Lecture Notes in Physics 312, Springer Verlag 1988
- com Horst Knörrer, Eugene Trubowitz: Riemann Surfaces of Infinite Genus, AMS (American Mathematical Society) 2003
- com Knörrer, Trubowitz: Fermionic functional integrals and the renormalization group, AMS 2002
- com Knörrer, D. Lehmann, Trubowitz Fermi liquids in 2 space dimensions, in Rivasseau Constructive Physics. Results in Field Theory, Statistical Mechanics and Solid State Physics, Springer Verlag 1995, p. 267–300